# Israelitische Kultusgemeinde Hollabrunn

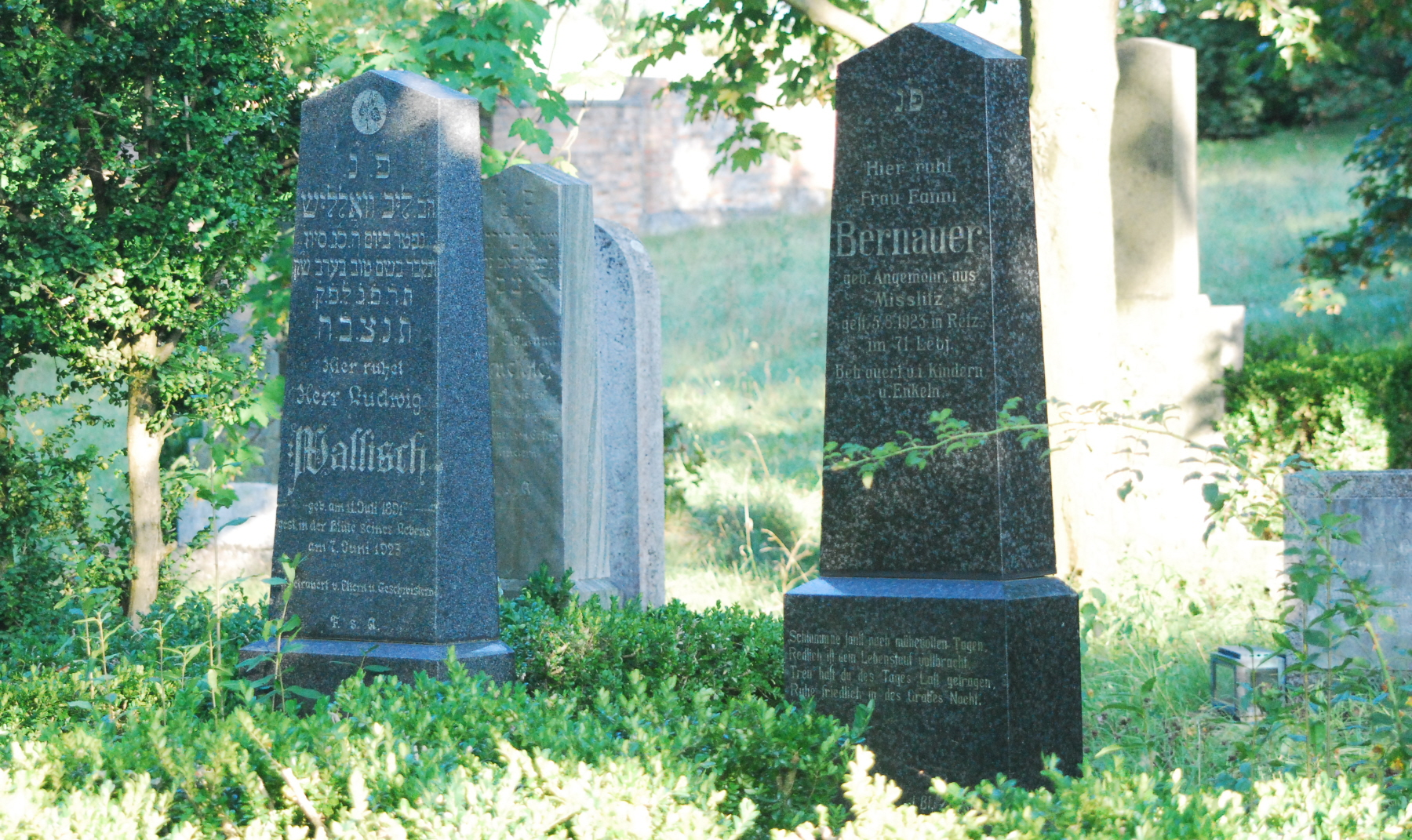
Israelitischer Friedhof von Hollabrunn

Die Israelitische Kultusgemeinde Hollabrunn umfasste den Bezirk Hollabrunn und bestand zwischen 1902 und 1938. Die ersten jüdischen Familien siedelten sich Mitte des 19. Jahrhunderts in Hollabrunn an.
Die Errichtung des jüdischen Friedhofs in Hollabrunn erfolgte 1876. In den Jahren 1909 und 1926 wurde er erweitert. Die alte Zeremonienhalle wurde abgerissen und durch einen Neubau ersetzt. Die dafür notwendigen Pläne wurden am 11. Mai 1919 bei der Stadt Hollabrunn eingereicht.
1880 wurde die erste Kultusgemeinde als „Israelitische Cultus-Genossenschaft“ auf der Basis des Vereinsrechts gegründet. Bestand hatte diese Genossenschaft bis 1892, dann wurde der Bezirk Oberhollabrunn in die IKG Horn eingegliedert.
Im Jahr 1899 wurde der „Bethausanschaffungsverein in Oberhollabrunn“ gegründet. Offensichtlich hatte man ein bestimmtes Haus im Sinn, denn laut Statuten war der Vereinszweck „...der Ankauf und die Erhaltung des Hauses Nummer 356 in der Spitalgasse ... zur Verrichtung des Gottesdienstes und sonstiger israelitischer Cultusangelegenheiten“. Der Kaufvertrag wurde am 14. Dezember 1899 abgeschlossen. Hauseigentümer blieb der „Bethausanschaffungsverein“ bis zu seiner Auflösung 1924, sein Vermögen ging an die Kultusgemeinde über.
1913 wurde das Bethaus, in dem auch der Kantor wohnte, den Bedürfnissen entsprechend adaptiert. Eine Waschküche wurde errichtet, ebenso ein Raum für Schächtungen und ein Holzschuppen.
Als eigenständige Kultusgemeinde entstand die Hollabrunner Kultusgemeinde im Jahr 1902 durch den Zusammenschluss der Betvereine von Hollabrunn und Retz, wo nacheinander zwei Beträume bestanden, welche allerdings nur bis zum Ersten Weltkrieg benutzt wurden.
1904 wurde die Chewra Kadischa gegründet und im Februar 1932 der „Jüdische Geselligkeitsverein Hollabrunn“, dessen Veranstaltungen auch von Nichtjuden besucht wurden.

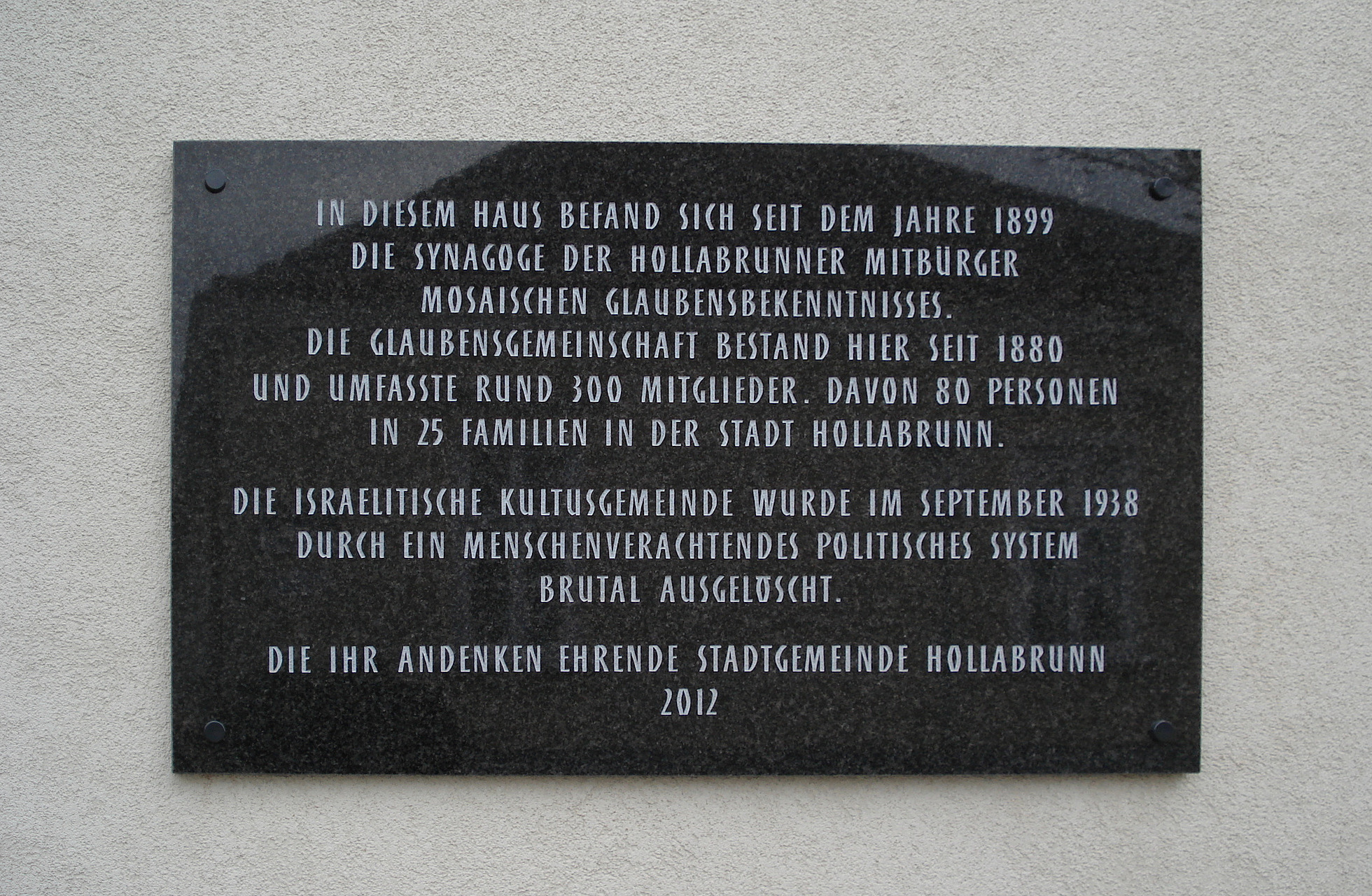
Gedenktafel für die ehemalige Synagoge in Hollabrunn

Unmittelbar nach dem Einmarsch der deutschen Wehrmacht in Österreich und dem Anschluss an das 3. Reich wurden die jüdischen Einwohner demonstrativ und zum Gaudium des Großteils der Bewohner öffentlich misshandelt, drangsaliert und gedemütigt. Später trat zwar eine nach außen hin ruhigere Phase ein, doch die verschiedenen NS-Dienststellen schikanierten die jüdischen Einwohner weiterhin und raubten sie – gedeckt durch NS-Gesetze – „legal“ aus. Der nächste offene Gewaltausbruch gegen Juden und jüdische Geschäfte und Einrichtungen erfolgte in der Reichspogromnacht.
Nach dem Anschluss im Jahr 1938 wurde das Innere des Bethauses zerstört.
Die Kultgegenstände des Bethauses wurden nach Wien gebracht und der Israelitischen Kultusgemeinde Wien übergeben. Die bei dieser Gelegenheit gleichfalls nach Wien gebrachten Matriken der Gemeinde wurden erst später an die IKG Wien weitergegeben.
Am 23. Oktober 1938 meldete die Bezirkshauptmannschaft Hollabrunn der Landeshauptmannschaft, dass mit Ausnahme einiger alter Menschen mit Sondergenehmigung keine Juden mehr im Bezirk Hollabrunn lebten.